# ラシュモア (ドック型揚陸艦)
| USS Rushmore (LSD-47) |                                                                               |
| 艦歴                  |                                                                               |
| 発注                  | 1985年12月11日                                                                |
| 起工                  | 1987年11月9日                                                                 |
| 進水                  | 1989年5月6日                                                                  |
| 就役                  | 1991年6月1日                                                                  |
| 母港                  | 佐世保海軍基地                                                                |
| 性能諸元              |                                                                               |
| 排水量                | 軽荷排水量：11,590 t 満載排水量：16,325 t                                     |
| 全長                  | 610 ft (185.9 m)                                                              |
| 全幅                  | 84 ft (25.6 m)                                                                |
| 吃水                  | 21 ft (6.4 m)                                                                 |
| 機関                  | コルト・インダストリーズ製 16気筒ディーゼルエンジン四基 2軸, 33,000shp (25MW) |
| 最大速度              | 20+ ノット (37+ km/h)                                                         |
| 乗員                  | 士官22名、兵員391名                                                           |
| 上陸要員              | 402名、一時的に102名増員可能                                                  |
| 兵装                  | 25mm Mk-38機関砲二基 20mm ファランクスCIWS二基 12.7mm機銃六基                 |
| 上陸艇                | LCAC4隻またはLCM-6、21隻                                                      |
| モットー:             | Nobility Power                                                                |

ラシュモア(USS Rushmore, LSD-47)は、アメリカ海軍のドック型揚陸艦。ホイッドビー・アイランド級ドック型揚陸艦の7番艦。艦名はサウスダコタ州ブラックヒルズのラシュモア山国立記念公園に因んで命名された。その名を持つ艦としては二隻目である。

## 艦歴
ラシュモアは1987年11月9日にルイジアナ州ニューオーリンズのエイボンデール造船所で起工され、1989年5月6日にメレディス・ブロコー（NBCニュースのアンカーマン、トム・ブロコーの妻）によって命名、進水した。1991年6月1日に就役する。
艦の最初の任務は三隻の上陸用舟艇をフロリダ州パナマ・シティからカリフォルニア州キャンプ・ペンドルトンに送り届けることであった。途中でラシュモアはジャマイカの港を訪れ、パナマ運河を通過、パナマのロッドマンに寄港した。キャンプ・ペンドルトンに続いて母港のサンディエゴに到着した。
最初の半年間の配備中にラシュモアはオペレーション・レストア・ホープに参加、ソマリアの海岸上陸の先頭に立った。史上最大の人道支援作戦であるレストア・ホープでは、ソマリアの難民達に食糧と医療援助を行った。
1994年の WestPac への参加は一年前倒しで行われた。ラシュモアは4週間だけの参加の後、ケニヤのモンバサ沖からオペレーション・サポート・ホープに参加、ソマリアのUSLO再配置、オマーン及びアラブ首長国連邦との合同演習にも参加した。この間にラシュモアは部隊功績章を受章する。
1996年には多くの訓練演習完了後に Blue E および Battle E を受章している。この間の演習では、強襲揚陸艦「タラワ」(USS Tarawa, LHA-1)率いる揚陸準備グループ、第13海洋遠征部隊(13th MEU)と共に行ったタイでのコブラ・ゴールド '96、ヨルダンとのインフィニティ・ムーンライト、サウジアラビアとのレッド・リーフ、クウェートとの Meuex '96 が含まれる、
1996年はメキシコのマサトラン港訪問で活動を終え、ラシュモアは二度目の Battle E を受章した。
ラシュモアはゲーター17、スマート・シップ・プログラムのテスト・プラットフォームに指定された。艦は仕事量と人員配置を縮小するためのいくつかの新技術が導入された。ラシュモアで行われたテストの結果はサン・アントニオ級ドック型輸送揚陸艦の運用に反映されることとなる。プログラムは1997年末に終了した。
1999年には「ペリリュー」(USS Peleliu, LHA-5)率いる揚陸準備グループ、第11海洋遠征部隊(11th MEU)と共にアラブ首長国連邦とのオペレーション・アイアン・マジック、サウジアラビアとのレッド・リーフといった多国籍演習を行っている。
2006年時点で、ラシュモアはケイサル・S・オコーナー艦長の指揮下揚陸グループ3に所属する。
2021年11月17日、第7艦隊の前方展開戦力に追加される形で第11水陸両用戦隊所属艦として佐世保基地に入港した。。